# 甘棠鎮
甘棠鎮（かんとうちん）は中華人民共和国湖南省懐化市靖州ミャオ族トン族自治県の鎮。

## 行政区画
- 甘棠社区
- 甘棠村
- 紅光村
- 渓口村
- 平原村
- 燎原村
- 塘頭村
- 地霊村
- 田地村
- 竜豊村
- 古坡村
- 楽群村
- 高峰村
- 建国村
- 寨姓村
- 大橋村
- 杉木村
- 山門村

## 歴史
1950年、甘棠郷を設立。1984年、甘棠鎮に昇格。

## 経済

### 名物・特産品
- 金
- 煤
- ボーキサイト

## 地理
甘棠鎮は靖州ミャオ族トン族自治県東北部に位置し、北及び東北は会同県と、東及び東南は文渓郷と、西は太陽坪郷と、南は渠陽鎮とそれぞれ接している。
- 河川：渠水
- 湖：地霊水庫、水塔坳水庫

## 交通

### 鉄道
- 焦柳線

### 道路
- G65包茂高速道路